# 胡安·卡米洛·苏尼加
胡安·卡米洛·苏尼加·莫斯基拉（Juan Camilo Zúñiga Mosquera，1985年12月14日—）是一名哥倫比亞足球運動員，司職后衛，曾效力哥伦比亚联赛球队國民競技 。

## 俱乐部生涯
2005年，苏尼加在哥伦比亚联赛球队國民競技开始职业足球生涯。2008年夏季前往意大利，加盟意大利足球甲级联赛球队锡耶纳。
2009年7月9日，他和另一支意甲球队那不勒斯签约5年，转会费为850万欧元。他在球队担任主力左翼卫，和右路的马乔相呼应。2010年1月，多塞纳的加盟一度使他失去主力位置，不过之后他逐渐又夺回主力。2011年2月20日，他在那不勒斯和卡塔尼亚的比赛射进在意甲联赛的首个进球。2013年夏季，苏尼加被认为有可能离开那不勒斯加盟尤文图斯，但他最终未能转会成功，留在球队。

## 国家队生涯
2005年，苏尼加曾入选哥伦比亚20岁以下国家足球队参加在荷兰举行的世界青年足球锦标赛。
2005年3月9日，他在哥伦比亚和美国的比赛首次代表成年国家队出场。2012年9月7日，他在2014年世界盃外圍賽哥伦比亚对阵乌拉圭的比赛中射进在国家队的首个进球，帮助哥伦比亚4比0击败对手。
2014年世界盃八強賽對巴西，蘇尼加在爭頂期間，膝撞對方主將尼馬背部，導致該巴西王牌第三節脊椎骨裂，養傷約四星期，緣盡該屆世界盃餘下賽事。但蘇尼加事後解釋無意讓內馬爾受傷。